# Asphondylia anatolica
Asphondylia anatolica är en tvåvingeart som beskrevs av Skuhrava och Cam 1998. Asphondylia anatolica ingår i släktet Asphondylia och familjen gallmyggor.
Artens utbredningsområde är Turkiet. Inga underarter finns listade i Catalogue of Life.